# Adam pagria
Adam pagria (mandäisch: Adam Körper) ist bei den Mandäern die Bezeichnung für den Körper des Urmenschen und daher aller Menschen, weil nach dieser Lehre alle menschlichen Körper auf diesen Urkörper zurückgeführt werden können. 
Das Schöpfer- und Lichtwesen Ptahil, Sohn des Abathur, schuf diesen Körper mit seinen Helfern, den Sieben Planeten und den Zwölf Tierkreisen, aus Lehm und anderen Elementen. Mit Ruha verlieh er dem Adam pagria den Geist. Manda d-Haije und Hibil gaben dem als finster angesehenen Körper die lichte Seele (Adam kasia). Seine Gefährtin ist Hawa.